# Lista najwyższych budynków w Bostonie

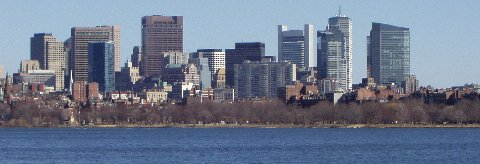
Centrum miasta

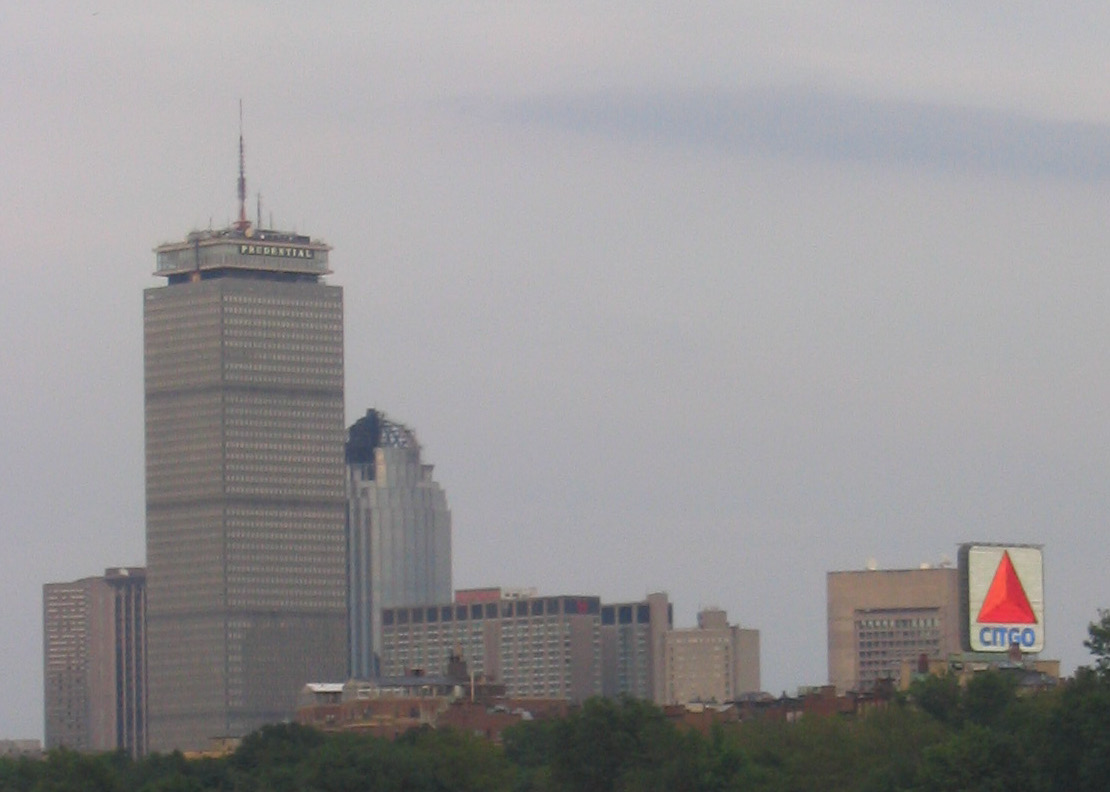
Prudential Tower

W Bostonie w Stanach Zjednoczonych, znajduje się 25 budynków o wysokości przekraczającej 150 metrów. Jeden taki wieżowiec jest w trakcie budowy, nie ma zaaprobowanych planów wybudowania kolejnego wysokego budynku.

## 25 najwyższych budynków
| Ranking | Budynek                                                    | Wysokość strukturalna | Liczba pięter | Rok budowy |
| ------- | ---------------------------------------------------------- | --------------------- | ------------- | ---------- |
| 1.      | 200 Clarendon Street                                       | 240,7 m               | 60            | 1976       |
| 2.      | Prudential Tower                                           | 228,4 m               | 52            | 1964       |
| 3.      | Four Seasons Hotel & Private Residences, One Dalton Street | 226 m                 | 61            | 2019       |
| 4.      | Winthrop Center                                            | 211 m                 | 52            | 2022       |
| 5.      | Millennium Tower                                           | 209 m                 | 60            | 2016       |
| 6.      | Federal Reserve Bank Building                              | 187,0 m               | 32            | 1977       |
| 7.      | One Boston Place                                           | 183,2 m               | 41            | 1970       |
| 8.      | One International Place                                    | 182,9 m               | 46            | 1987       |
| 8.      | Bulfinch Crossing: One Congress                            | 182,9 m               | 43            | 2022       |
| 10.     | First National Bank of Boston Building                     | 180,1 m               | 37            | 1971       |
| 11.     | One Financial Center                                       | 179,8 m               | 46            | 1983       |
| 12.     | 111 Huntington Avenue                                      | 168,8 m               | 36            | 2002       |
| 13.     | Two International Place                                    | 164,0 m               | 35            | 1992       |
| 14.     | One Post Office Square                                     | 160,0 m               | 40            | 1981       |
| 15.     | One Federal Street                                         | 158,5 m               | 38            | 1975       |
| 16.     | Bulfinch Crossing: The Sudbury Residences                  | 158 m                 | 45            | 2020       |
| 17.     | Hub on Causeway Office Tower                               | 155,5 m               | 31            | 2021       |
| 17.     | Exchange Place                                             | 155,5 m               | 40            | 1984       |
| 19.     | 60 State Street                                            | 155,2 m               | 38            | 1977       |
| 20.     | One Beacon Street                                          | 154,0 m               | 37            | 1971       |
| 21.     | One Lincoln Street                                         | 153,3 m               | 36            | 2003       |
| 22.     | 28 State Street                                            | 152,4 m               | 40            | 1969       |
| 23.     | Hub on Causeway Residential Tower                          | 151 m                 | 45            | 2019       |
| 24.     | Custom House Tower                                         | 151,2 m               | 32            | 1915       |
| 25.     | Berkeley Building                                          | 150,9 m               | 26            | 1947       |